# Oherský rift

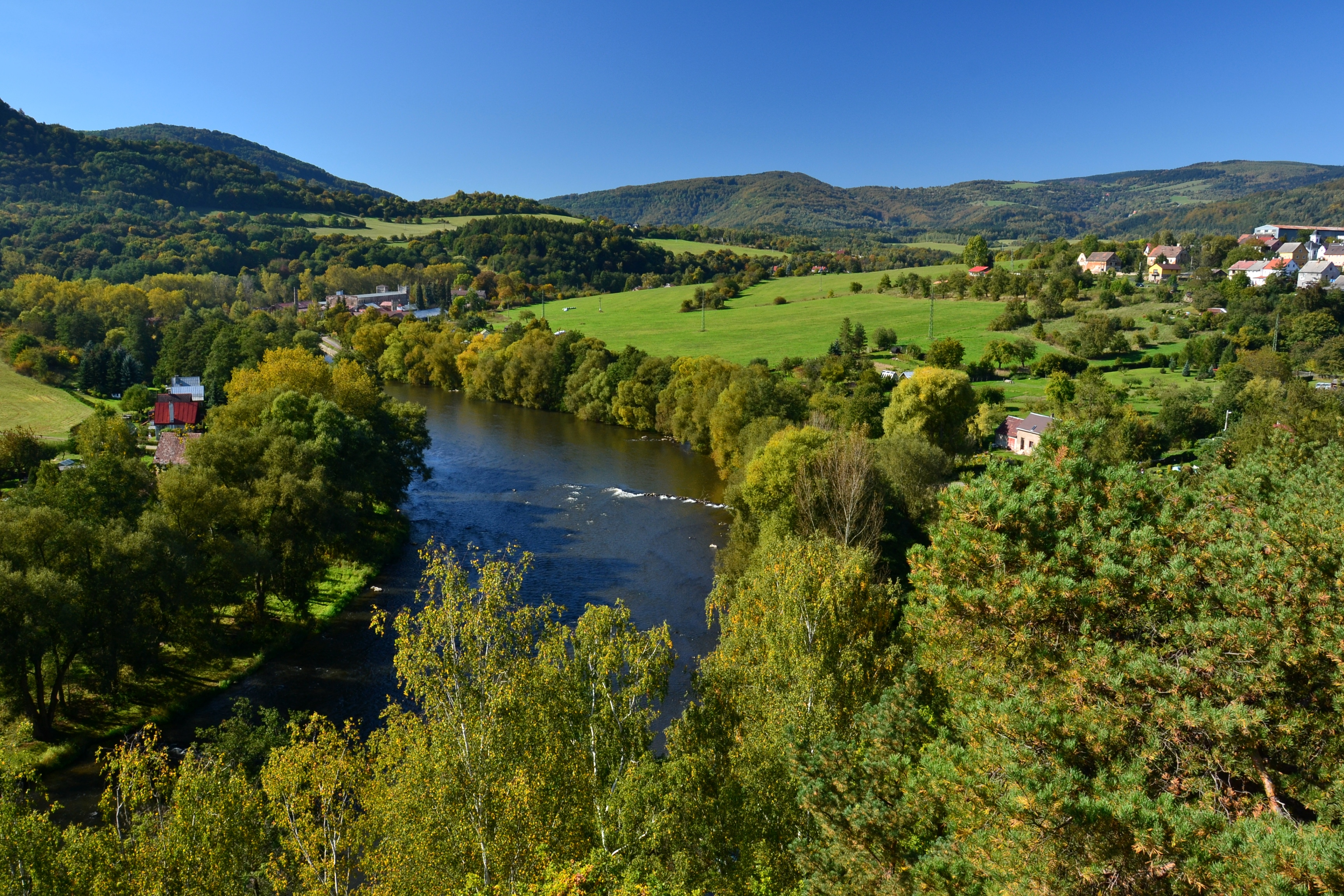
Oherská oblast u Klášterce nad Ohří, mezi Krušnými a Doupovskými horami

Oherský rift (též ohárecký rift, někdy též podkrušnohorský prolom, zastarale krušnohorsko-oharecká tektonicko-vulkanická zóna) je název pro geologickou strukturu, kterou tvoří rozsáhlý asymetrický tektonický příkop. Název dostal podle řeky Ohře, která riftem protéká.

## Vymezení, vznik a projevy

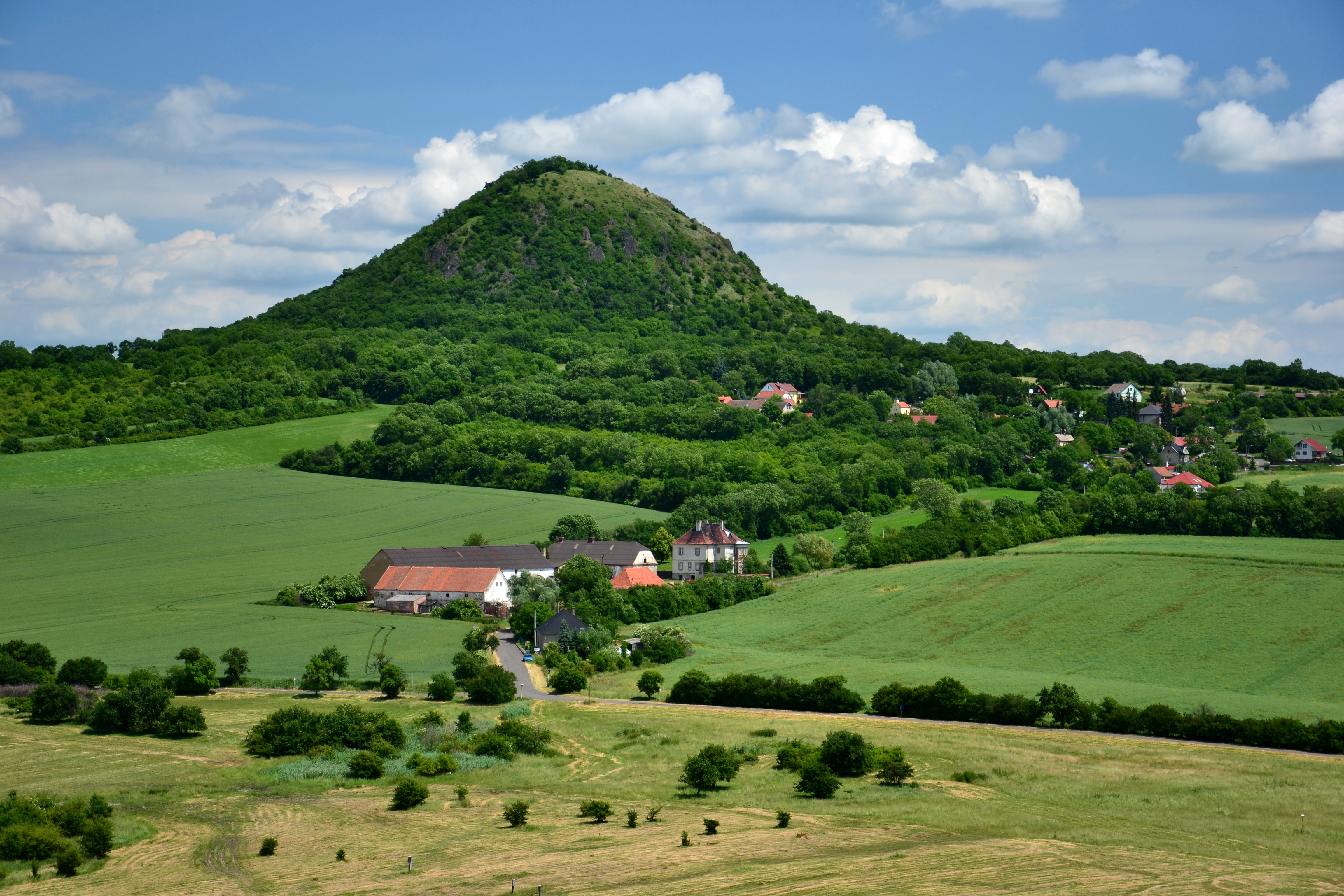
Oherská oblast severně od Loun, pohled na čedičový vrch Milá v západní části Českém středohoří

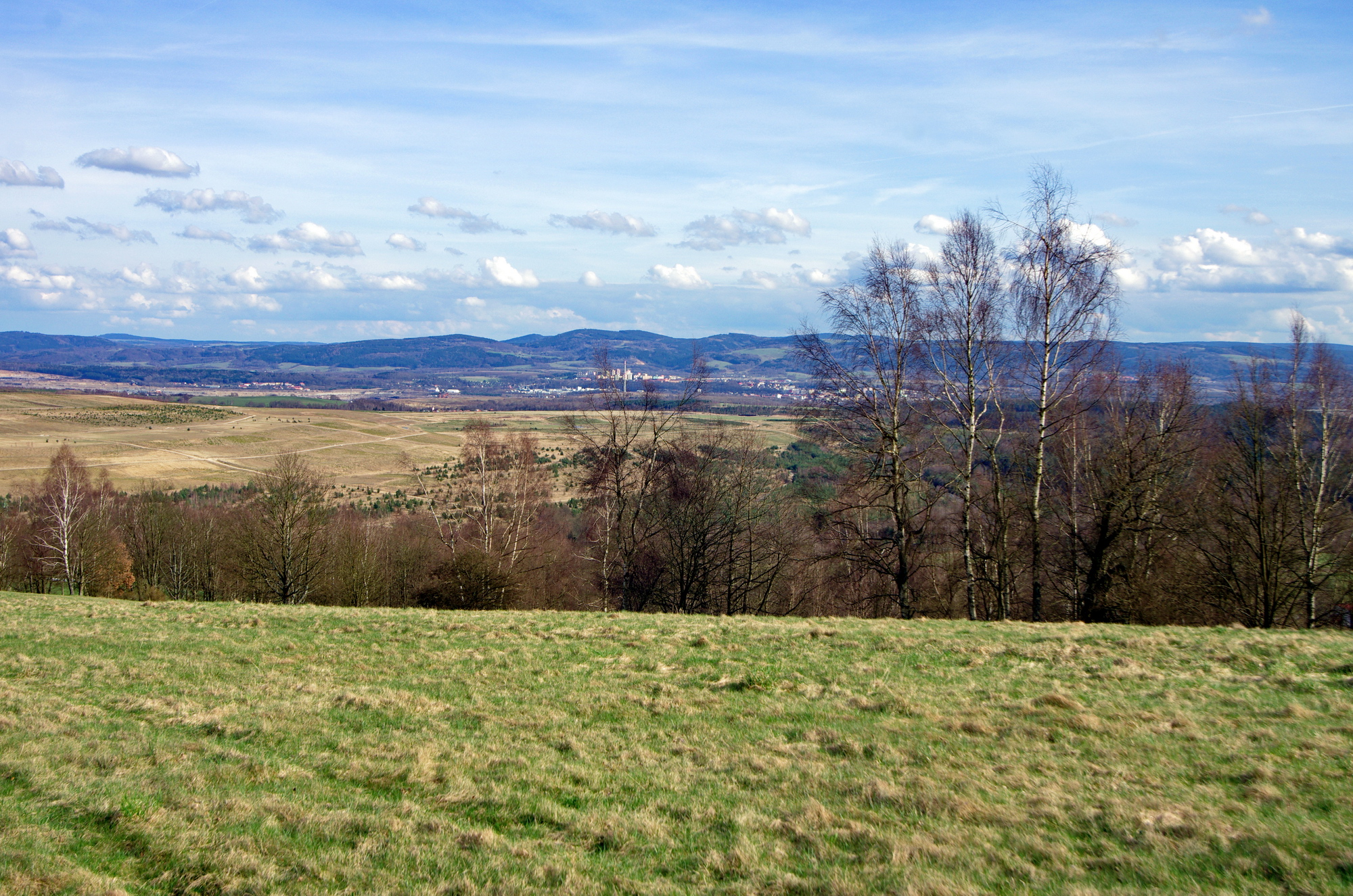
Oherská oblast u Sokolova, pohled ze svahů Krušných hor, v pozadí Slavkovský les

Tento rift náleží k největšímu tektonicko-sedimentárnímu systému Centrální Evropy. Probíhá oblastí severozápadních Čech, na západě přesahuje do Bavorska do Horní Falce až k tzv. francké geologické linii. Na severu Čech pokračuje přes Žitavskou pánev a u Zhořelce až do Polska. Jeho celková délka se uvádí přibližně 280 km, ve střední části je široký 25 km. Je vymezen dvěma výraznými zlomy. Severozápadní ohraničení tvoří krušnohorský zlom, jihovýchodní litoměřický zlom. Vznikl na rozhraní dvou základních bloků Českého masívu.
Tím prvním je blok krušnohorský, tzv. saxothuringikum (sasko-durynská jednotka), tím druhým je tepelsko-barrandienský blok, tzv. bohemikum.
Jeho vznik souvisí s odezvou alpinských horotvorných procesů v Českém masivu.
Projevem těchto procesů byla vulkanická činnosti, která začala již ve druhohorách ve svrchní křídě, ovšem vrcholu dosáhla ve třetihorách. Celkem byly vymezeny na území Česka čtyři vulkanické fáze. Jejich samostatnost je podložena geologickými pracemi. Z důvodu chybějících paleontologických nálezů byla jejich samostatnost potvrzena měřením absolutního stáří K-Ar metodou (draslík-argonová metoda).
Hlavní fáze se odehrávaly v období svrchního eocénu až spodního miocénu (40 – 18 mil. let). Její dozvuky sahají až do čtvrtohor.
Oherským riftem se během třetihor dostalo na povrch magma, které umožnilo vznik vulkanických těles v oblasti dnešních Doupovských hor a Českého středohoří. Přitom došlo k poklesům a vzniku podkrušnohorských pánví, kde se ukládaly organické hmoty, ze kterých později vznikly sloje hnědého uhlí. Zároveň však došlo k vyzdvižení Krušných hor.
S vulkanickou aktivitou souvisí i vznik termálních pramenů v Karlových Varech a chladných pramenů v západočeských Mariánských a Františkových Lázních. Rovněž výskyty mofet v národní přírodní rezervaci Soos a jejím okolí jsou dozvukem vulkanické činnosti v oherském riftu.
Dalšími projevy doznívající vulkanické činnosti jsou i opakující se seismické roje v západních Čechách. Dochází k nim na křížení oherského riftu s mariánskolázeňským zlomem.